# آساهی، اوساکا

محل بخش آساهی

بخش آساهی، اوساکا (به ژاپنی: 旭区 Asahi-ku) یکی از مناطق ۲۴ گانه اوساکا در ژاپن است.